# Radó Károly
Radó Károly (Szabadi, 1925. július 15. – Budapest, 2013. március 26.) magyar szobrász- és festőművész.

## Pályafutása
Szüleivel egy ideig Dombóváron élt, az általános és középiskolát is itt végezte. A Dombóvári Gimnáziumban Marcell György festőművész, tanár tanította. Tanulmányait a Magyar Képzőművészeti Főiskolán végezte 1952-ben, mesterei Pátzay Pál, Ferenczy Béni, Medgyessy Ferenc és Barcsay Jenő volt. Szobrászati munkásságára hatást gyakorolt az ősi Egyiptom, valamint Asszíria emlékeinek tömörsége, ennek felette a 20. századi előzményekből Maillol, valamint a konstruktivisták művészete. Körülbelül ötven alkotása között szerepel nagyméretű köztéri szoboralak, kőből faragott nagyméretű mellszobor, mészkő dombormű, életnagyságú portré és kisplasztika.
Szakmai életútjának különlegessége, hogy a rendszerváltást követően munkásságában háttérbe szorult a köztéri szobrászat, a szobrászat művelése, viszont annál intenzívebben tört elő a képalkotás művészi kényszere, s ért el igen magas színvonalat tempera alapra készített zsírkréta képeivel. Ez a váltás nem csak a kilencvenes évek átalakuló művészi struktúrájának következménye, hanem a benne régen és mélyen meglévő vonzalmak manifesztációja. Nem is véletlen, hogy az ezredfordulón országos pasztellbiennálén is kiállít és sikert arat, amely technika  (tempera, zsírkréta) egyébként a szobrászoktól – jellemzően – távol áll. Ő igen egyénien alkalmazta, majd technikáját tágítja a csak festés felé. Számára a két dimenzióban is mindig fontos marad a tér és csak ezzel együtt a szín. Nem érzelmes, nem nosztalgikus műveket készít, hanem olyanokat, melyek művészi problémák sokaságát vetik fel. Tömör, figurális felfogás jellemzi időskori munkáit, melyekben közelít egy sajátos kubisztikus ábrázolás irányába, melyekben nagy szerephez jut a fény, a szín. Dinamikus képszerkezetet teremt. (Dr. Feledy Balázs)
Munkáit közgyűjtemények és magángyűjtők egyaránt őrzik (Magyar Nemzeti Galéria, Műcsarnok, San Francisco stb.).

## Egyéni kiállítások
- 2014 • Emlékkiállítás, Angyalföldi József Attila Művelődési Központ, Budapest
- 2010 • Angyalföldi József Attila Művelődési Központ, Budapest
- 2007 • Duna Televízió, Budapest
- 2007 • Aulart Iskola-Galéria, Budapest
- 2005 • Újlipótvárosi Klub-Galéria, Budapest
- 2004 • Városház Galéria, Budapest
- 2001 • Aulart Iskola-Galéria, Budapest
- 2000 • Angyalföldi József Attila Művelődési Központ, Budapest
- 1995 • Verpelét
- 1990 • Angyalföldi József Attila Művelődési Központ, Budapest
- 1989 • Magyar Ház, Los Angeles
- 1987 • KISZ KB Központi Székház, Budapest
- 1986 • Ferroglobus, Budapest
- 1984 • Építésügyi Minisztérium Vezetőképző Intézet, Budapest
- 1983 • Újpesti Mini Galéria, Budapest
- 1979 • Fényes Adolf Terem, Budapest
- 1974 • Újpesti mini galéria, Budapest
- 1973 • Műcsarnok, Budapest.

## Csoportos kiállítások
- 2000 • IV. Országos Pasztell Biennálé, Esztergom
- 1989 • Téli Tárlat, Magyar Képzőművészek és Iparművészek Szövetsége, Műcsarnok, Budapest
- 1976 • Magyar Nemzeti Galéria, Budapest
- 1974 • Nyári Tárlat, Szekszárd
- 1967 • VIII. Nyári Tárlat, Móra Ferenc Múzeum, Szeged
- 1954-88 • Műcsarnok országos tárlatai.

## Köztéri művei
- 1992 • Szőlőművelők (mészkő, Verpelét, Arborétum)
- 1984 • Geometrikus kompozíció (krómacél, Budapest, XV. ker., Ferroglobus irodaház homlokzata)
- 1978 • Munkás (bronz, 1978, Dombóvár, Láng Gépgyár)
- 1976 • Gensel János Ádám (kő, domborműves emléktábla, Sopron, Időjelző állomás)
- 1975 • Engels (kő, Komló, Tanácsház)
- 1974 • Szovjet hősi emlékmű (mészkő, Hajdúszovát)
- 1973 • Korányi Frigyes (márvány, Nógrádgárdony, TBC Intézet)
- 1972 • József Attila (kő, Esztár)
- 1971 • Lenin (kő, Budapest, V. ker., Budapesti Postaigazgatóság)
- 1970 • Balassa János (mészkő, Budapest, VIII. ker., Balassa J. Egészségügyi Szakközépiskola)
- 1970 • Mátrai Vénusz-díszkút (kő, Nógrádgárdony)
- 1969 • Bihari János (kő mellszobor, Budapest, Margitsziget)
- 1967 • Kiss Lajos (márvány, Hódmezővásárhely, Gimnázium)
- 1967 • Kvassay Jenő (kő, Budapest, V. ker., Országos Vízügyi Igazgatóság)
- 1967 • Fekvő nő (kő, Makó, TBC Intézet)
- 1966 • Címer (vörösrézlemez, Vác, Városi Tanács)
- 1966 • Lenin (rézlemez, Komló)
- 1966 • Kötélen ugráló leányka (bronzdomborítás, Lenti)
- 1965 • Női figura (alumínium, Debrecen, Nagyerdei Gyógyfürdő)
- 1965 • Két ökörfej és kerámia dombormű (Hatvan, Cukorgyár telepe)
- 1965 • Lenin (rézlemez, Bicske, MSZMP-székháza)
- 1965 • Ülő lány (mészkő, Szekszárd, Tervezők székháza)
- 1965 • Kaszakalapáló kalászszedő (mészkő domborművek, Budapest, XIV. ker., Kerepesi úti lakótelep)
- 1964 • Női akt/Drapériás lány (bronz, Debrecen, Kossuth Lajos Tudományegyetem)
- 1961 • Modellező fiú (alumínium, Budapest, XI. ker., Érdi úti Általános Iskola)
- 1960 • Fiú teknősbékával (bronz, Veszprém, Lenin-liget/Erzsébet-liget, díszkút)
- 1960 • Semmelweis Ignác (márvány, Pécs, Orvostudományi Egyetem).

## Művek közgyűjteményekben
- Magyar Nemzeti Galéria, Budapest
- Műcsarnok, Budapest
- Vay Ádám Múzeum, Vaja.

## Díjak, elismerések
- 1981 • EMLÉKLAP Kapuvár Város Tanácsa
- 1965 • MNMA kisplasztikai díja; A Veszprémben felállított Golyózó fiú szobor díja
- 1962 • Budapesti díszkutak kiállítás a Károlyi palotában, II. díj (I. díjat nem osztottak)
- 1959 • Mezőgazdaság a képzőművészetben, II. kisplasztikai díj
- 1957-60 • Derkovits-ösztöndíj
- 1954 • MNMA érem-díja.

## Emlékezete
- Kerámia portré a Dombóvári Pantheonban – Ivanich üzletház árkádjának falán Dombóváron – 2012[4]

## Bibliográfia
- 2013 • Feledy Balázs: Búcsú  Radó Károlytól. "Művészet és Barátai" 2013. (3) május – június, 24-25. oldal
- 2013 • Dombóvári Panteon XXII., Dombóvár és Környéke, II. évf. 1. sz. 13. oldal 2013. január 10.
- 2010 • Erős színek, kemény formakarakterek. XIII. Kerületi Hírnök 2010. május 4.
- 2007 • Vajda Ildikó: Tánc a festészetben. XIII. Kerületi Hírnök 2007. október 17.
- 2006 • szövetség 249 szobrász (Wehner Tibor, Molnár Iscsu István) 344-345.
- 2004 • Feledy Balázs: R. K. művészete. Művészet és Barátai 2004. (5) 26-27. oldal
- 2004 • Sz. T.: A festő-szobrász. R. K. kiállítása a Városház Galérián. XIII. Kerületi Hírnök 2004. november 17.
- 2002 • Joó Hajnalka: R. K. a színek emberének vallja magát. Többtonnányi kő alakult valaha szoborrá a keze alatt. XIII. Kerületi Hírnök 2002. január 30.
- 2001 • Kortárs Magyar Művészeti Lexikon, III. kötet.Budapest, Enciklopédia Kiadó. 218-219.
- 1990 • Marton Zsuzsa-Vadas Ferenc: Alkotások és pályaképvázlatok, Szekszárd
- 1985 • Művész életrajzok. kortárs magyar képzőművészek. Budapest. 376.
- 1985 • Hadházy Levente-Szilágyi András-Szöllőssy Ágnes: Negyven év köztéri szobrai Budapesten 1945-1985. Budapest, Budapest Galéria.
- 1979 • Kádár Zoltán: R. K. katalógus bevezető, Fényes Adolf Terem, Budapest
- 1973 • Losonci Miklós:R. K. Pest Megyei Hírlap 1973. augusztus 2.
- 1973 • Horváth Béla: Kiállítási naptár. Művészet 1973(7)46.
- 1973 • Havas Lujza: R. K. Magyar Hírlap 1973. július 4.
- 1973 • Kádár Zoltán: R. K. katalógus bevezető, Budapest, Műcsarnok
- 1968 • Kovács Gyula: Beruházási munkák a XI. Magyar Képzőművészeti Kiállításon. Művészet 1968(5)20-23.
- 1968 • Művészeti lexikon, IV. kötet. Budapest, Akadémiai Kiadó. 10.
- 1966 • Végh Miklós: Kőbe faragott költészet, Tolna Megyei Népújság 1966. október 12.

## Film, videó
- "Pasztellzenék tánca" kiállítás a Mácsai Galériában. 2010. május 11.  TV13 szerkesztő: Szekeres Anikó.
- Duna Televízió, "Kívánságkosár" (részlet) 2007. szeptember 18. Radó Károly szobrász, festő. Élő műsor.
- Kiállításmegnyitó az Újlipótvárosi Klub-Galériában. Amatőr felvétel 2005
- Portré a 75 éves művésszel. Szerkesztő-riporter: Rudas Attila. XIII. Kerületi Kábeltelevízió.
- Portré, R. K. 70 éves. Szerkesztő-riporter: R. Pataki Márta. Angyalföldi Kábeltelevízió.
- Vitézy László-Szalai Györgyi: "Leleplezés" dokumentumfilm BBS, ff. 1979